# Rosa medioccidentis
Rosa medioccidentis är en rosväxtart som beskrevs av Walter Hepworth Lewis. Rosa medioccidentis ingår i släktet rosor, och familjen rosväxter. Inga underarter finns listade i Catalogue of Life.